# Bilal ibne Rabá
Bilal ibne Rabá (em árabe: بِلَال ٱبْن رَبَاح, Bilāl ibn Rabāḥ, 580–640 d.C.) foi um dos Sahabah (companheiros) mais confiáveis e leais do profeta islâmico Maomé. Ele nasceu em Meca e é considerado o primeiro almuadém da história, escolhido pelo próprio Maomé. Ele era um ex-escravo e era conhecido por sua voz com a qual chamava as pessoas para suas orações. Ele morreu em 640 d.C., aos sessenta anos (ou pouco mais de sessenta nos anos lunares islâmicos).